# Meriadoc Brandybuck
Meriadoc Brandybuck je lik iz Gospodara prstenova.
Sin je Saradoca Brandybucka i Esmeralde Took.Poznat je pod imenom "Merry" Njegov najdraži rođak je Peregrin Took. Merry je mladi hobit koji je krenuo s Frodom na put do Rivendella. U Rivendellu je proučavao stare karte. 
Bez odobrenja je sudjelovao u bitci kod Gondora. Njegov mač koji je bio izrađen posebno za ubijanje kralja-vješca, ubo je Nazgula u koljeno jednim pokretom, i time omogućio Bijeloj Dami Rohana Eowyn, kćerki Eomundovoj (koja je također nedopušteno sudjelovala u bitci), da ga dokrajči nakon što je Kralj-Vještac uništio štap Gandalfa Bijeloga. Zahvaljujući Meriadocu Brandybucku i Eowyn, nastupila je smrt Kralja-vještca i Nazgulovu propast.